# 1998 год в авиации
Список событий в авиации в 1998 году.

## События
- 31 января — первый полёт Dash 8Q-400[1].
- 1 июня
  - сформирована 11-я армия ВВС и ПВО.
  - сформирована 14-я армия ВВС и ПВО.
- 2 сентября — первый полёт Boeing 717.
- 24 сентября — первый полёт Бе-200.
- 24 сентября — первый полёт палубного истребителя МиГ-29К.
- 3 октября — первый полёт МиГ-21-93 модернизация серийных МиГ-21бис для ВВС Индии (впоследствии получил название MiG-21UPG Bison)[2].
- 10 декабря — первый полёт Ка-60 — российского среднего многоцелевого и военно-транспортного вертолёта, сконструированного в ОКБ им. Камова.